# Raise!
Raise! è il tredicesimo album registrato in studio dagli Earth, Wind & Fire nel 1981 per la Columbia Records.

Da quest'album proviene l'hit Let's Groove.

## Tracce
1. Let's Groove
2. Lady Sun
3. My Love
4. Evolution Orange
5. Kalimba Tree
6. You Are a Winner
7. I've Had Enough
8. Wanna Be With You
9. The Changing Times